# Thaur
Thaur ist eine Gemeinde mit 4369 Einwohnern (Stand 1. Jänner 2024) im Bezirk Innsbruck-Land in Tirol (Österreich). Die Gemeinde liegt im Gerichtsbezirk Hall in Tirol. Thaur ist eine beliebte Wohngemeinde. Trotz des Siedlungsdrucks, der sich aus der Nähe zur Landeshauptstadt Innsbruck ergibt, blieb der bäuerlich-dörfliche Ortskern weitgehend erhalten.

## Geografie
Thaur liegt am östlichen Fuß der Nordkette, an der alten Dörferstraße von Innsbruck nach Hall und ist eines der MARTHA-Dörfer. Die Gemeinde bildet ein Haufendorf in leichter Hanglage, das hauptsächlich nördlich dieser Straße gelegen ist. Den höchsten Punkt des Gemeindegebietes bildet die Hintere Bachofenspitze (2668 m ü. A.) in der Gleirsch-Halltal-Kette.

### Nachbargemeinden
| Innsbruck | Scharnitz                                   | Absam         |
| Rum       | Kompassrose, die auf Nachbargemeinden zeigt | Hall in Tirol |
|           | Ampass                                      |               |

## Geschichte
Ein Urnengräberfeld aus der Bronzezeit weist darauf hin, dass das Gebiet schon um 1000 v. Chr. besiedelt war.
Der Name Thaur stammt eventuell aus der keltischen Sprache und bedeutet ‚Fels, Berg(pass)‘, vgl. Tauern. Eine weitere Namensherkunft könnte das rätoromanische taur bzw. tgaura „Ziege“ darstellen, und somit auf Weidenutzung hinweisen. 827 wird Thaur in der sogenannten Quartinus-Urkunde als „Taurane“ erstmals genannt – dortiger Besitz wird an das Kloster Innichen übertragen.
Im Mittelalter war die Salzgewinnung von Bedeutung.
Die Burg von Thaur wurde im 13. Jahrhundert ausgebaut und war Gerichtssitz. Nach einem Brand und einem schweren Erdbeben sind heute nur noch Ruinen vorhanden.
Die Gemeinde hat fünf Kirchen aufzuweisen. Bedeutend ist die barocke Wallfahrtskirche Romedikirchl oberhalb des Ortes. Sie ist nahe der vermutlichen Heimstatt des Heiligen Romedius, dem Schloss Thaur, erbaut. Vom einst stolzen Schloss sind nur mehr Ruinen erhalten. Einst war Schloss Thaur eine der größten Burgen im Inntal.
Seit 1959 hatte die Gemeinde Anteil an der Tiroler Zollfreizone (Katastralgemeinde Thaur II, eine Exklave im Haller Gemeindegebiet). 1971 wurde ein weiterer Streifen am Inn als Gewerbe- und Industriezone gewidmet (Gewerbe- und Industriezone Au).
Nach den Grundzusammenlegungen (Flurbereinigungen) in der Thaurer Au bis 2006 werden nun auch die Thaurer Felder, von alters her recht zerstückelte Gründe, bereinigt. Inwieweit das dort noch lesbare Römische Wegenetz, das als bedeutendes archäologisches Denkmal der frühen Siedlungsgeschichte des Mittelinntales unter Denkmalschutz steht, tatsächlich aus der Römerzeit stammt, ist noch unklar.

### Bevölkerungsentwicklung
EinwohnerJahr100015002000250030003500400045001860189019201950198020102040EinwohnerEinwohnerentwicklung von Thaur

## Kultur und Sehenswürdigkeiten

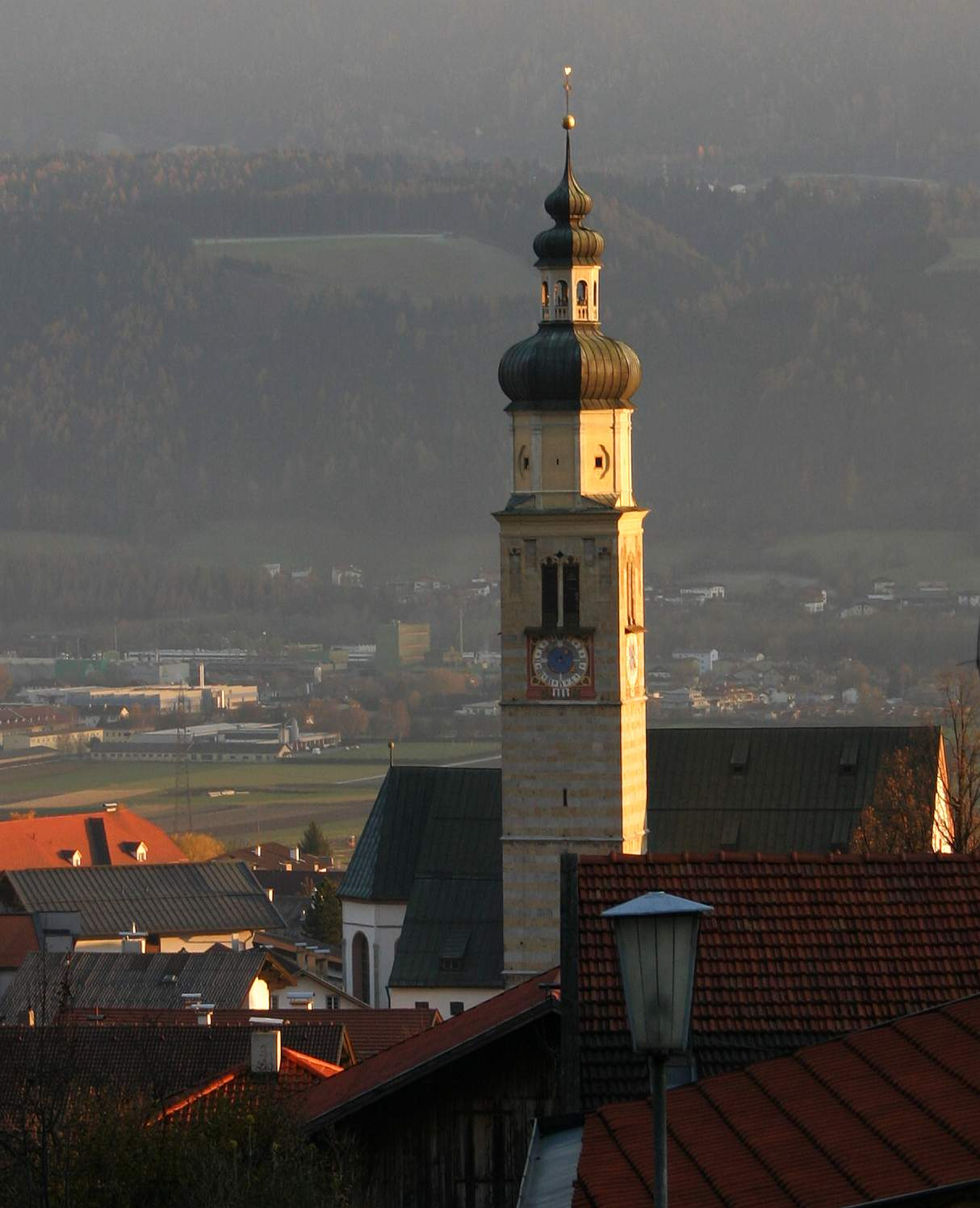
Pfarrkirche Thaur

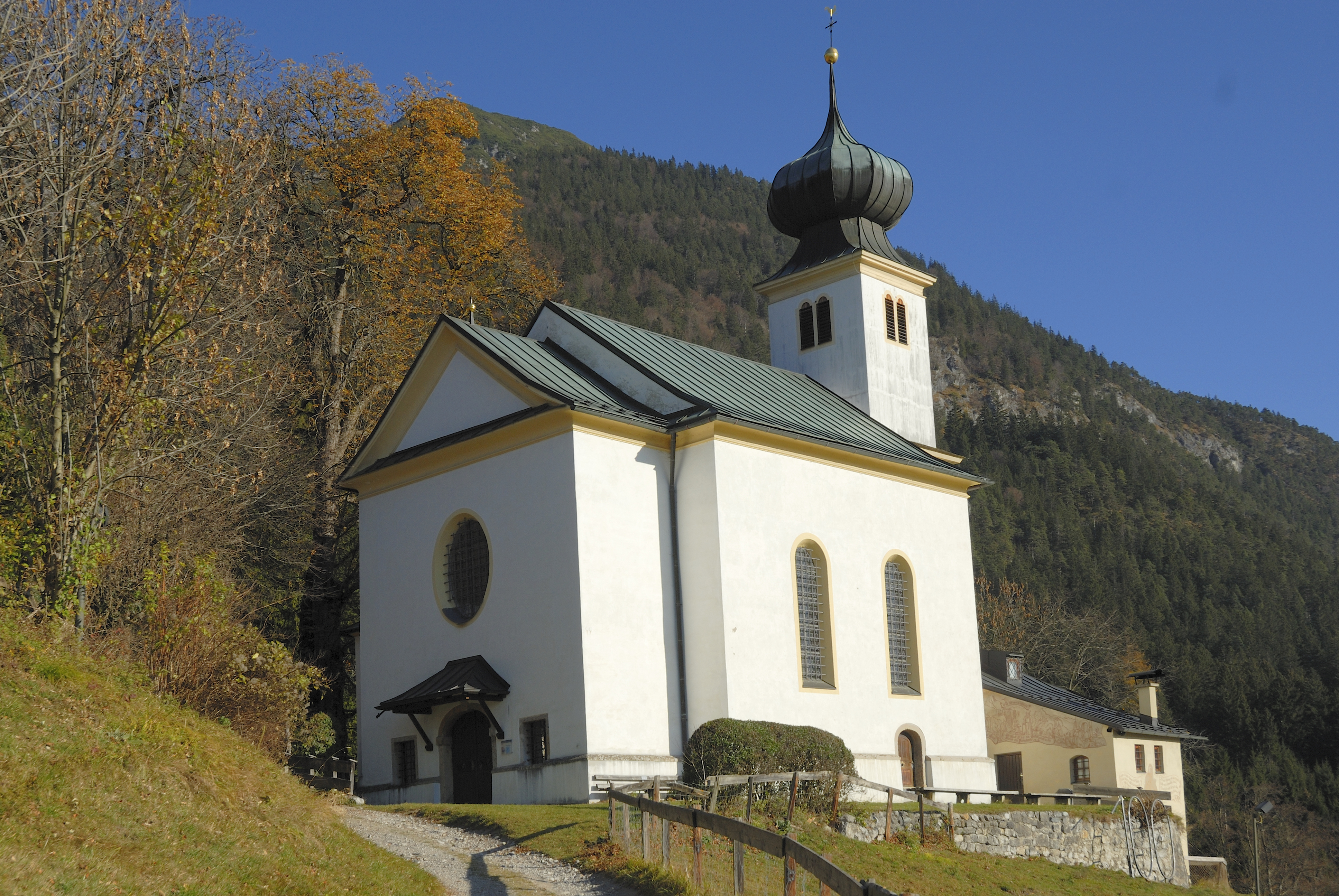
Romediuskirche (Thaur)

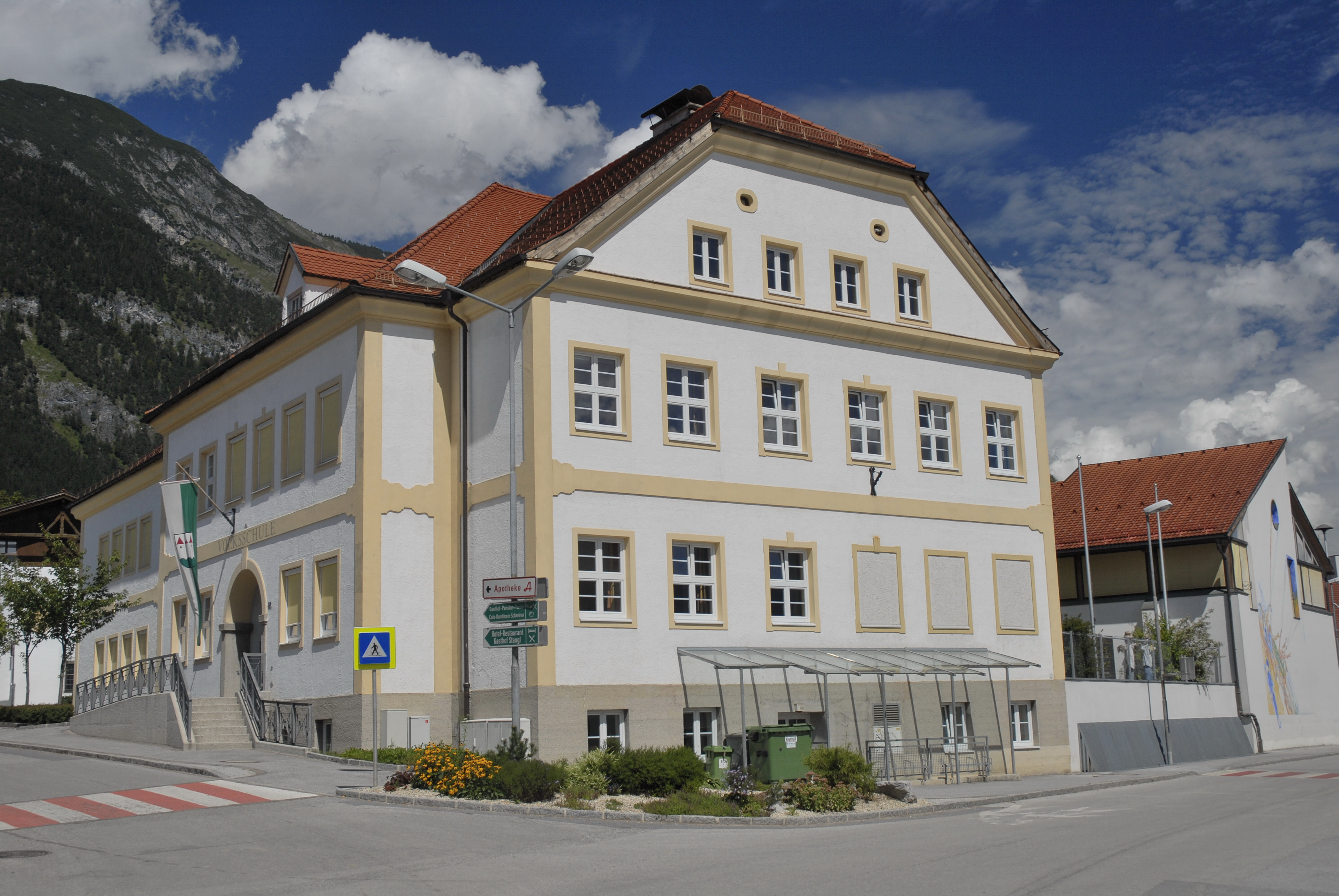
Volksschule

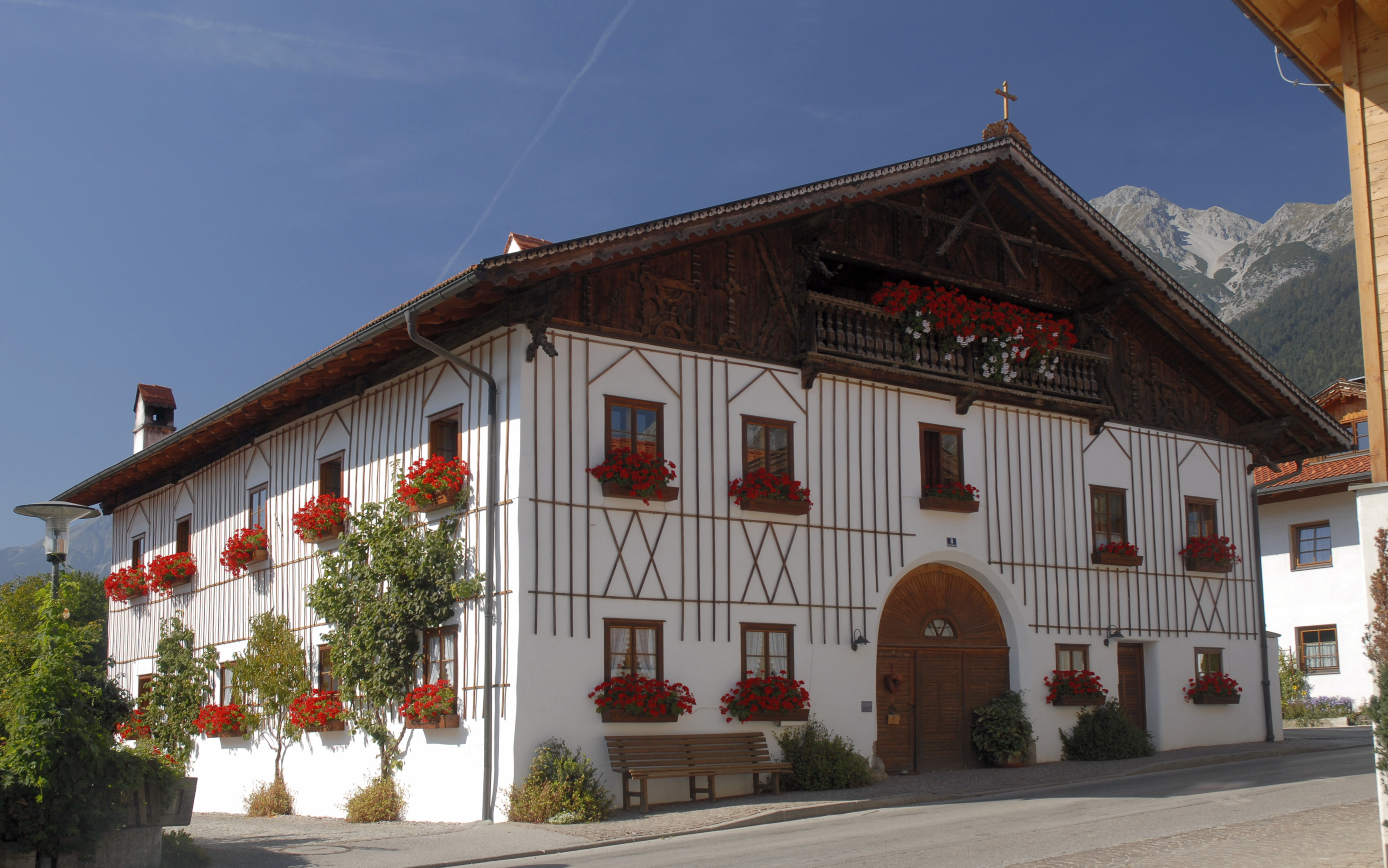
Denkmalgeschütztes Haus in der Bauerngasse

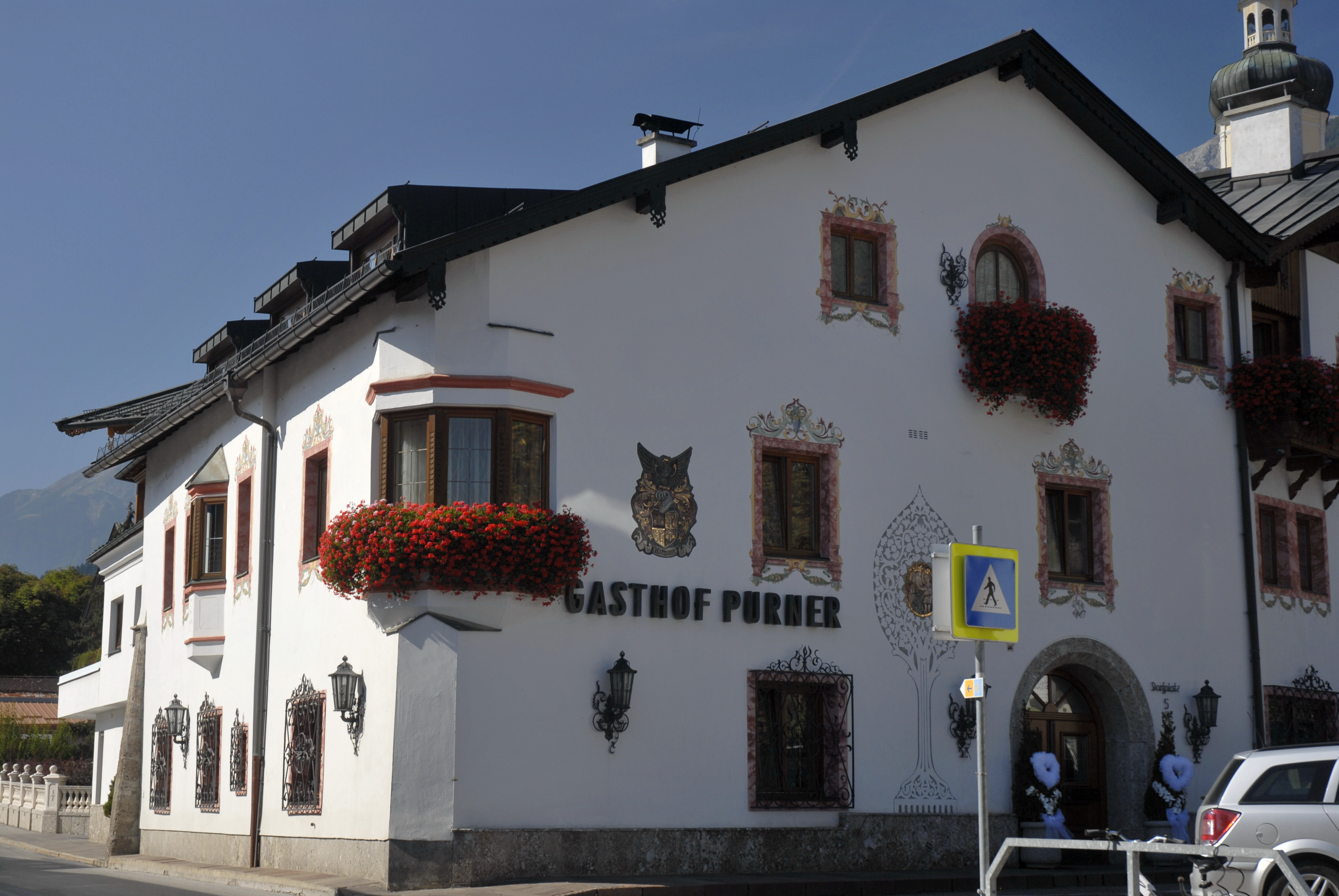
Auch der Gasthof Purner steht unter Denkmalschutz.

- Burgruine Thaur: Ehemals größte Burganlage im Inntal und Gerichtssitz. Im 13. Jahrhundert im Besitz der Grafen von Andechs, später im tirolischen. Ab dem 16. Jahrhundert zunehmender Verfall. Seit einigen Jahren Theateraufführungen.[8]
- Unweit neben der Burgruine die Romediuskirche (Thaur): Die Kirche zu den Hll. Aposteln Peter und Paul ist die ehemalige Wallfahrtskirche zum Hl. Romedius, einem Eremiten aus dem heutigen Südtirol. 1432 geweiht. Neu errichtet 1648. Stuckaturen und Altäre aus dem Rokoko.[8]
- Katholische Pfarrkirche Thaur Maria Himmelfahrt: Spätgotischer Bau. Urkundlich erwähnt 1244. Geweiht 1487. 1766 barock umgestaltet. Im 19. Jahrhundert entbarockisiert und mit Fresken von Franz Pernlochner versehen. Klassizistischer Hochaltar mit spätgotischer Muttergottes. Vier Rokokoaltäre im Langhaus.[8]
- Vigilkirche: Erstmals urkundlich im 14. Jahrhundert erwähnt. 1643 von Salinenbeamten neu erbaut. Einrichtung aus dem 19. Jahrhundert.[8]
- Ulrichskirche und Afrahof: Ursprünglich romanische Anlage. Im 16. Jahrhundert umgebaut. Hölzerne Westempore und Kassettendecke aus dem 16. Jahrhundert. Spätgotische Malereien des Meisters der Magdalenenkapelle in Hall in Tirol. Flügelaltärchen aus dem 16. Jahrhundert.[8]
- Lorettokapelle: An der Haller Straße, Station einer ehemaligen Wallfahrt. Erbaut und gestiftet von Erzherzog Ferdinand II. von Tirol. Renaissancesäulenaltar aus dem ehemaligen Haller Damenstift.[8]
- Ansitz Madleinhof
- Kaisersäule: Die 1700 Meter hoch gelegene Kaisersäule erinnert an den Besuch von Kaiser Franz I. am 22. Oktober 1815.[8]

### Brauchtum
In Thaur wird die Krippentradition großgeschrieben. Fast in jedem Haus findet sich eine Weihnachtskrippe. Viele Künstler aus dem Dorf haben sich mit dem Bauen von – meist orientalischen – Bergen, dem Schnitzen von Figuren oder dem Malen der Hintergründe befasst. Die bekannteste Künstlerfamilie sind die Giner.
Das Brauchtum wird mit Krippenausstellungen und Mullerlaufen (einem Fasnachtsbrauch) gepflegt.
Thaur ist die einzige verbleibende Gemeinde in Tirol, in der noch eine Palmeselprozession veranstaltet wird. Dabei wird eine lebensgroße Christusfigur auf einem Esel – beide geschnitzt – von der Pfarrkirche unter Glockengeläute zur Schlosskirche gezogen, wo in der Allerheiligenlitanei um Schutz und Hilfe gebetet wird, und anschließend in das Nachbardorf Rum weitergeführt. Der Weg zurück nach Thaur führte früher über die noch autofreie Dörferstraße, heute jedoch auf einem Feldweg.
Ebenfalls findet als einzige Gemeinde noch eine Grablegungsprozession am Karfreitag statt. Wie bei einem Begräbnis wird ein lebensgroßer Christuskörper unter den Klängen der Musikkapelle, die Trauermärsche spielt, und dem Beten des schmerzhaften Rosenkranzes durch das Dorf getragen. In der Kirche wieder angekommen, wird der „Grablieger“ in das große, den ganzen Altarraum verdeckende, Heilige Grab gelegt. Bei der Feier der Osternacht am Folgetag wird die Auferstehung bildlich mit dem Hochziehen der Heilig-Grab-Leinwand und dem Erscheinen des auferstandenen Christus dargestellt. Weiters wird an Christi Himmelfahrt die Himmelfahrt sichtbar vollzogen: Christus schwebt von vier Engeln begleitet im Mittelschiff der Pfarrkirche nach den Fürbitten während des feierlichen Hochamtes durch ein Loch in der Decke „zum Himmel auf“.
Der Thaurer Partisanerbund, eine 1660 begründete Vereinigung, die bei Prozessionen das Allerheiligste begleitet, wurde 2013 von der UNESCO unter der Bezeichnung Sakramentsgarden in Tirol als Immaterielles Kulturerbe in Österreich anerkannt.

## Wirtschaft und Infrastruktur
Südlich der neuen Bundesstraße nach Hall liegt ein bedeutendes Industrie- und Gewerbegebiet, das direkt an das der Gemeinde Hall angrenzt. Von großer Bedeutung ist der Gemüseanbau in den umliegenden Feldern. Thaur ist Sitz der Unternehmen Physiotherm (Infrarotkabinen) und Tyromont (Berg- und Pistenrettungsgeräte, z. B. Akja, gegründet 1953).
Unweit südlich von Thaur liegt die Inntal Autobahn (A12), und damit auch die Europastraße E45 bzw. E60. Noch davor liegt die Tiroler Straße (B171). Thaur wird von der Landesstraße L372 durchquert. Im Industriegebiet, an der Gemeindegrenze zwischen Hall und Thaur, befindet sich die S-Bahn-Haltestelle Hall-Thaur, die im Halbstundentakt bedient wird. Mit dem Flughafen Innsbruck existiert eine Fluganbindung in nicht allzu weiter Entfernung.

## Politik

### Bürgermeister
Zum Bürgermeister von Thaur wurde 2016 Christoph Walser gewählt. Er gewann mit 50,49 % gegen seine Konkurrenten, den amtierenden Bürgermeister Konrad Giner (28,83 %), Thomas Rainer (8,78 %) und Josef Bertsch (11,9 %). Im Jahr 2022 wurde er mit 69,43 % wiedergewählt. Im November 2023 trat Walser zurück. Zu seinem Nachfolger wurde vom Gemeinderat am 5. Februar 2023 Martin Plank gewählt.

### Gemeinderat
Der Gemeinderat besteht aus 15 Mitgliedern und setzte sich nach der Wahl 2016 aus Mandaten der folgenden Parteien zusammen:
- 4 Bürgermeisterliste Konrad Giner
- 6 Thaurer Einheitsliste
- 1 SPÖ und parteiunabhängige Liste Thaur
- 1 Bürger in Thaur
- 1 DU-zählst.at
- 2 Die Grünen Thaur

Bei der Wahl 2022 ergab sich folgende Verteilung:
- 8 Neue Thaurer Einheitsliste – Team Christoph Walser (NEHL)
- 3 Die Grünen & Unabhängigen Thaur (GR&UN)
- 2 SPÖ und parteiunabhängige Liste Thaur (SPÖ)
- 1 MFG Menschen Freiheit Grundrechte (MFG)
- 1 Gemeinsam für Thaur (GFT)

### Wappen
Blasonierung: In Silber auf grünem Dreiberg drei rotbedachte Türme.
Das 1953 verliehene Gemeindewappen entspricht dem Siegel des vom 13. Jahrhundert bis 1809 bestehenden Gerichtes Thaur. Die drei Türme deuten auf die einstige Burg Thaur hin, von der nur noch eine Ruine übrig ist.

## Persönlichkeiten

### Söhne und Töchter des Ortes
- Johann Giner der Ältere (1756–1833), Bildhauer und Krippenschnitzer
- Franz Xaver Pernlochner (1847–1895), Maler
- Ferdinand Stabinger (1866–1948), Bildhauer und Lehrer
- Ambros Giner (1887–1965), Abt des Klosters Neustift
- Konrad Lechner (1901–1994), Abt des Klosters Neustift
- Maria Giner (1922–2018), Politikerin (ÖVP)
- Chrysostomus Giner (1930–2024), Abt des Klosters Neustift
- Christoph Walser (* 1975), ehemaliger Bürgermeister der Gemeinde Thaur und ehemaliger Präsident[14] der Wirtschaftskammer Tirol

### Mit Thaur verbunden
- Künstlerfamilie Giner, Maler und Krippenschnitzer im 18. und 19. Jahrhundert
- Hartmann Grisar (1845–1932), Jesuit und Kirchenhistoriker, lebte in Thaur
- Claudia Giner (* 1985), Schlagersängerin, wuchs in Thaur auf
- Toni Innauer (* 1958), Skispringer, Trainer und Manager, lebt in Thaur